# Acoso familiar
El origen del término mobbing (acoso moral) se halla en uno de los comportamientos animales que el zoólogo Konrad Lorenz observó en sus investigaciones. Este tipo específico de comportamiento, que bautizó como mobbing, se produce, también, en entornos humanos como la familia o clan familiar, así como en cualquier lugar dónde haya personas que comparten bienes e intereses.

## Definición demobbingen el entorno de la familia
Acción mancomunada y tácita de acoso y derribo psicológico que llevan a cabo varios familiares, -entre los que se halla un instigador perverso narcisista o psicópata socialmente integrado-, que, conscientemente, desea neutralizar, eliminar o expulsar a otro familiar. Se produce, entonces, un fenómeno tan antiguo como la historia de la humanidad: El linchamiento de una víctima inocente. Las expresiones chivo expiatorio, cabeza de turco, oveja negra y patito feo describen y explican efectos y aspectos que hacen más comprensible este devastador fenómeno. 
Acosar a alguien en su entorno habitual supone condenar a la víctima a su total desestabilización psicológica, afectiva, económica y social. El resultado puede ser el desarraigo, la marginalidad, la asunción de hábitos autodestructivos (tabaquismo, alcoholismo, drogodependencia, etc) o, frecuentemente, es la causa de que la víctima, que se ve incapaz de recuperar el equilibrio perdido, -a no ser que sea ayudada por terceras personas-, sea empujada al suicidio. En cualquier caso, el daño causado es prácticamente irreparable y, por ello, es considerado un delito penal de gravedad debido a la profunda lesión psicosocial que padece la víctima maltratada y estigmatizada.

## El mobbing en la familia tóxica
El objetivo del mobbing es estigmatizar a la víctima para hacerse con el poder o para preservarlo, (ya que en la mayoría de casos, quien instiga el mobbing maneja las riendas del poder familiar).
Habitualmente, la víctima es percibida, por el instigador, como una amenaza a su posición de poder dentro de la familia. Dicha amenaza suele ser ilusoria y es causada por sentimientos de envidia, celos y, sobre todo, por el instinto animal de territorialidad (dicho instinto exacerba el egoísmo y el control sobre los bienes compartidos). 
Por otro lado, el mecanismo del chivo expiatorio suele producirse cuando el clan familiar sufre algún tipo de  crisis interna y su o sus líderes recurren al sacrificio de alguno de sus miembros, como medida para reforzar los lazos grupales que se están disolviendo o que están en peligro. Obviamente, cualquier familia que base su unidad en el sacrificio humano es una familia tóxica o patológica, basada en un modelo que traerá al mundo nuevos psicópatas socialmente integrados. En todo caso, las familias dónde se promueven procesos de mobbing, deberían ser psicológicamente intervenidas o ayudadas, por orden judicial (si fuera preciso).

## Técnicas de acoso o maltrato psicológico
Amenazar, criticar, insultar, ridiculizar, acechar, perseguir a una persona, inducir en ella sentimientos negativos, como miedo o terror, desánimo, preocupación, crearle inseguridad emocional, interferir en sus dinámicas mentales, dificultar la realización de sus actividades y tareas, sobrecargarle con exigencias y expectativas que no puede cumplir, excluirle, ningunearle, apartarle, aislarle, encerrarle, castigarle, humillarle, asustarle para que se vaya (de ese modo, la víctima queda "atrapada" fuera del entorno familiar. Exilio familiar inducido por la autoridad del clan).